# Benny Thomasson
Benny Thomasson (né Benjamin Edmond Thomasson le 22 avril 1909 à Winters, dans le comté de Runnels au Texas, et mort en janvier 1984 dans le comté d'Ellis au Texas) est un célèbre violoneux américain qui ne fut jamais un musicien professionnel, et quoiqu'il enregistra de nombreux albums et participa à de nombreux festivals, exerça surtout la profession de carrossier.
Benny Thomasson est considéré, avec, comme l'un des musiciens qui ont le plus influencé le style de musique que l'on peut entendre dans les concours de violoneux, aux États-Unis aujourd'hui. Sa manière de jouer a considérablement influencé des musiciens comme Mark O'Connor.
« Cet homme est l'une des légendes du violon texan, et au delà de ça, un musicien dont la puissance et la portée est telle qu'on le compare souvent à des sommités comme Charlie Parker pour le jazz et Isaac Stern pour la musique classique. ».

## Discographie
- Texas Hoedown (County 703) - 1965
- Country Fiddling From the Big State (County 724)~ 1970
- Dudley Hill - Guitar: From a Northern Family (Voyager CD 317) avant 1970, ré-édition 2002
- Oldtime Fiddling and Other Folk Music (Weiser, Idaho Chamber of Commerce) 1972
- Oldtime Fiddling and Other Folk Music (Weiser, Idaho) 1973
- A Jam Session With Benny and Jerry Thomasson (Voyager VRLP 309) ~1973
- Texas Fiddle Legends Benny Thomasson and Dick Barrett (Yazoo 517, VHS) ré-édition d'avant 1970, ré-édition après 1990
- Say Old Man Can You Play the Fiddle (Voyager VRCD 345) enregistré le 3 mars 1974, ré-édition 1999
- Tenino Old Time Music Festival: 1970 - 1978 Fiddle Tunes and Other Instrumentals (Voyager CD 367) - 2005